# ACE High

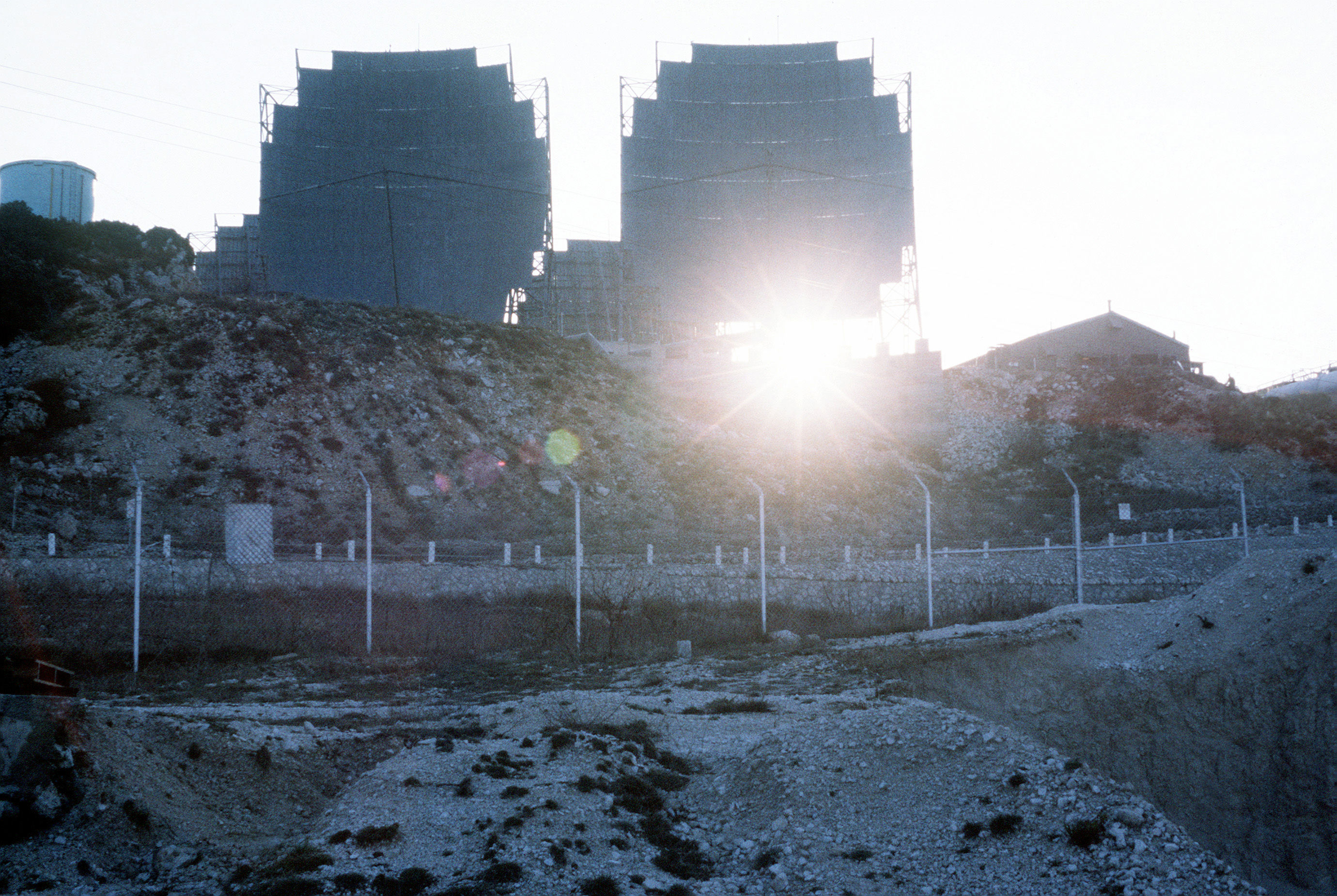
De troposcatterantenne op het Griekse eiland Lefkada.

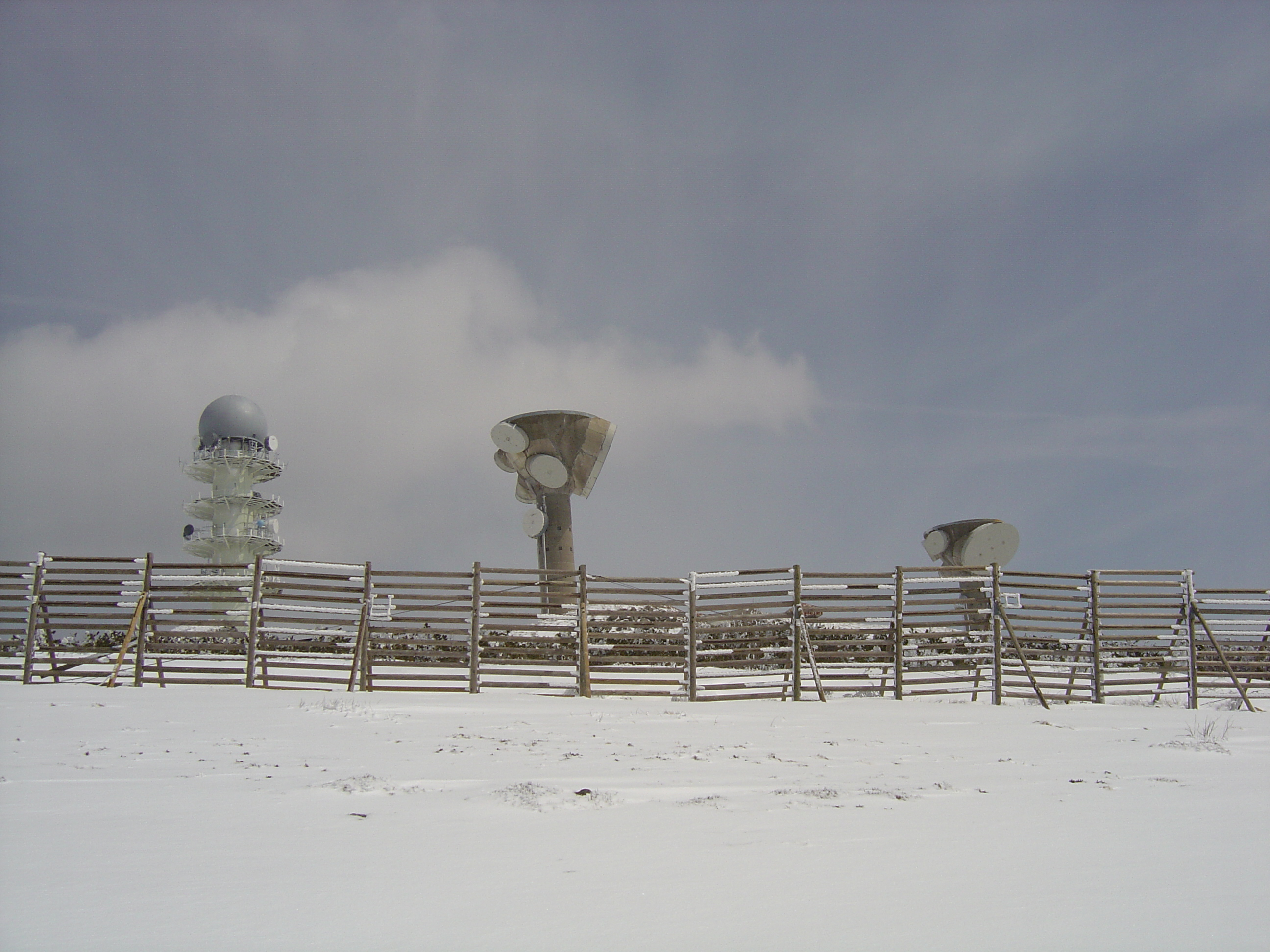
Het militair zendstation van Pierre-sur-Haute in Frankrijk.

ACE High (Allied Command Europe High) was een telecommunicatienetwerk van de NAVO dat van eind jaren 1950 tot eind jaren 1980 operationeel was. Het was een UHF-radiosysteem dat gebruik maakte van het troposferisch verstrooiingseffect, troposcatter, waarbij bepaalde radiofrequenties worden verstrooid in de bovenste lagen van de troposfeer. Het was bedoeld voor langeafstandstelefonie en -telegrafiecommunicatie binnen de NAVO-commandostructuur. Het was voorzien voor meer dan tweehonderd kanalen die elk tot twaalf oproepen konden verwerken. Het systeem had 82 zendstations in negen NAVO-landen; onder meer in België en Nederland. Nadat ACE High eind jaren tachtig buiten dienst werd gesteld, werden de gebruikte frequenties vrijgegeven voor commercieel gebruik.